# لیگ قهرمانان آسیا ۲۰۱۶
لیگ قهرمانان آسیا ۲۰۱۶ سی و پنجمین دوره از مسابقات فوتبال باشگاهی سطح بالای آسیا بود که توسط کنفدراسیون فوتبال آسیا (ای‌اف‌سی) برگزار شد و چهاردهمین دوره تحت عنوان فعلی لیگ قهرمانان آسیا بود.
چونبوک هیوندای موتورز در فینال العین را شکست داد تا دومین عنوان قهرمانی خود در لیگ قهرمانان آسیا را کسب کند و به عنوان نماینده آسیا در جام باشگاه‌های جهان ۲۰۱۶ در ژاپن، که دومین حضور آنها در جام باشگاه‌های جهان بود، شرکت کرد. گوانگژو اورگراند مدافع عنوان قهرمانی بود، اما در مرحله گروهی حذف شد.

## سهمیه‌بندی
کمیته مسابقات ای‌اف‌سی در ۲۵ ژانویه ۲۰۱۴ پیشنهاد اصلاح مسابقات باشگاهی آسیا را داد که در ۱۶ آوریل ۲۰۱۴ توسط کمیته اجرایی ای‌اف‌سی تصویب شد. ۴۶ فدراسیون عضو (به استثنای جزایر ماریانای شمالی) بر اساس عملکرد تیم‌های ملی و باشگاه‌هایشان در چهار سال گذشته در مسابقات ای‌اف‌سی رتبه‌بندی شدند و سهمیه‌های مسابقات باشگاهی آسیا در سال‌های ۲۰۱۵ و ۲۰۱۶ بر اساس رتبه‌بندی‌های سال ۲۰۱۴ تعیین شد:
- این فدراسیون‌ها به دو منطقه غرب و شرق تقسیم شده‌اند که در هر منطقه ۲۳ انجمن وجود دارد:
  - منطقه غرب شامل انجمن‌هایی از غرب آسیا، آسیای مرکزی، جنوب آسیا، به جز هند و مالدیو است.
  - منطقه شرق شامل انجمن‌هایی از آسه‌آن و شرق آسیا به علاوه هند و مالدیو است.

- در هر دو منطقه شرق و غرب، در مجموع ۱۲ سهمیه مستقیم در مرحله گروهی وجود دارد و ۴ سهمیه باقی‌مانده از طریق پلی آف پر می‌شوند.
  - شش فدراسیون عضو برتر در هر دو منطقه شرق و غرب سهمیه مستقیم در مرحله گروهی دریافت می‌کنند، در حالی که فدراسیون‌های عضو باقی‌مانده سهمیه پلی آف دریافت می‌کنند:
  - فدراسیون‌های عضو رتبه اول و دوم هر کدام سه سهمیه مستقیم و یک سهمیه پلی‌آف دریافت می‌کنند.
  - فدراسیون‌های عضو رتبه سوم و چهارم هر کدام دو سهمیه مستقیم و دو سهمیه پلی‌آف دریافت می‌کنند.
  - فدراسیون‌های عضو رتبه پنجم هر کدام یک سهمیه مستقیم و دو سهمیه پلی‌آف دریافت می‌کنند.
  - فدراسیون‌های عضو رتبه ششم هر کدام یک سهمیه مستقیم و یک سهمیه پلی‌آف دریافت می‌کنند.
  - فدراسیون‌های عضو رتبه هفتم تا دوازدهم هر کدام یک سهمیه پلی‌آف دریافت می‌کنند.
- حداکثر تعداد سهمیه‌ها برای هر فدراسیون، یک سوم تعداد کل باشگاه‌های حاضر در لیگ برتر است (به عنوان مثال، استرالیا فقط می‌تواند حداکثر سه سهمیه در مجموع داشته باشد زیرا تنها نه باشگاه استرالیایی در ای‌لیگ وجود دارد).

کمیته مسابقات ای‌اف‌سی در تاریخ ۲۸ نوامبر ۲۰۱۴، سهمیه‌بندی مسابقات لیگ قهرمانان آسیا در سال‌های ۲۰۱۵ و ۲۰۱۶ را بر اساس معیارهایی از جمله رتبه‌بندی فدراسیون‌های عضو ای‌اف‌سی و اجرای مقررات صدور مجوز باشگاه‌ها نهایی کرد.
جدول زیر سهمیه‌بندی لیگ قهرمانان آسیا ۲۰۱۶ را نشان می‌دهد که به دلیل بلااستفاده بودن برخی از سهمیه‌ها، بر این اساس تنظیم شده است.
| شرکت‌کنندگان لیگ قهرمانان آسیا ۲۰۱۶ | شرکت‌کنندگان لیگ قهرمانان آسیا ۲۰۱۶ |
| ---------------------------------- | ---------------------------------- |
|                                    | کسب حدنصاب سهمیه                   |
|                                    | عدم کسب حدنصاب سهمیه               |

| رتبه   | رتبه   | انجمن عضو              | امتیاز | سهمیه‌ها     | سهمیه‌ها     | سهمیه‌ها       | سهمیه‌ها       |
| رتبه   | رتبه   | انجمن عضو              | امتیاز | مرحلهٔ گروهی | پلی‌آف       | پلی‌آف         | پلی‌آف         |
| منطقه  | کل     | انجمن عضو              | امتیاز | مرحلهٔ گروهی | مرحله پلی‌آف | دور ۲ مقدماتی | دور ۱ مقدماتی |
| ------ | ------ | ---------------------- | ------ | ----------- | ----------- | ------------- | ------------- |
| ۱      | ۲      | عربستان سعودی          | ۸۸٫۲۶۸ | ۳           | ۱           | ۰             | ۰             |
| ۲      | ۳      | ایران                  | ۸۰٫۷۹۴ | ۳           | ۱           | ۰             | ۰             |
| ۳      | ۵      | ازبکستان               | ۶۲٫۲۷۲ | ۳           | ۱           | ۰             | ۰             |
| ۴      | ۷      | امارات متحده عربی[الف] | ۵۷٫۷۹۲ | ۲           | ۲           | ۰             | ۰             |
| ۵      | ۹      | قطر[ب]                 | ۵۶٫۱۰۳ | ۱           | ۲           | ۰             | ۰             |
| ۶      | ۱۰     | عراق[پ]                | ۴۷٫۱۰۶ | ۰           | ۰           | ۰             | ۰             |
| ۷      | ۱۱     | کویت[ت]                | ۴۵٫۴۲۳ | ۰           | ۰           | ۰             | ۰             |
| ۸      | ۱۲     | اردن[ث]                | ۴۴٫۳۰۹ | ۰           | ۱           | ۰             | ۰             |
| ۹      | ۱۴     | عمان[ج]                | ۳۰٫۵۸۶ | ۰           | ۰           | ۰             | ۰             |
| ۱۰     | ۱۶     | بحرین[ج]               | ۲۵٫۵۴۷ | ۰           | ۰           | ۰             | ۰             |
| ۱۱     | ۱۷     | لبنان[ج]               | ۲۵٫۰۴۳ | ۰           | ۰           | ۰             | ۰             |
| ۱۲     | ۱۹     | سوریه[ج]               | ۲۲٫۸۸۳ | ۰           | ۰           | ۰             | ۰             |
| جمع کل | جمع کل | جمع کل                 | جمع کل | ۱۲          | ۸           | ۰             | ۰             |
| جمع کل | جمع کل | جمع کل                 | جمع کل | ۱۲          | ۸           |               |               |
| جمع کل | جمع کل | جمع کل                 | جمع کل | ۲۰          |             |               |               |

| رتبه   | رتبه   | انجمن عضو  | امتیاز | سهمیه‌ها     | سهمیه‌ها     | سهمیه‌ها       | سهمیه‌ها       |
| رتبه   | رتبه   | انجمن عضو  | امتیاز | مرحلهٔ گروهی | پلی‌آف       | پلی‌آف         | پلی‌آف         |
| منطقه  | کل     | انجمن عضو  | امتیاز | مرحلهٔ گروهی | مرحله پلی‌آف | دور ۲ مقدماتی | دور ۱ مقدماتی |
| ------ | ------ | ---------- | ------ | ----------- | ----------- | ------------- | ------------- |
| ۱      | ۱      | کره جنوبی  | ۹۴٫۸۶۶ | ۳           | ۱           | ۰             | ۰             |
| ۲      | ۴      | ژاپن       | ۷۷٫۱۰۷ | ۳           | ۱           | ۰             | ۰             |
| ۳      | ۶      | استرالیا   | ۵۷٫۹۴۰ | ۲           | ۱           | ۰             | ۰             |
| ۴      | ۸      | چین        | ۵۷٫۶۶۰ | ۲           | ۱           | ۱             | ۰             |
| ۵      | ۱۳     | تایلند     | ۳۳٫۰۴۹ | ۱           | ۰           | ۲             | ۰             |
| ۶      | ۱۵     | ویتنام     | ۲۷٫۷۵۳ | ۱           | ۰           | ۱             | ۰             |
| ۷      | ۱۸     | اندونزی[چ] | ۲۵٫۰۰۴ | ۰           | ۰           | ۰             | ۰             |
| ۸      | ۲۰     | هنگ کنگ    | ۲۰٫۰۷۷ | ۰           | ۰           | ۱             | ۰             |
| ۹      | ۲۱     | میانمار[ح] | ۱۸٫۹۴۹ | ۰           | ۰           | ۱             | ۰             |
| ۱۰     | ۲۲     | مالزی[ح]   | ۱۸٫۱۵۳ | ۰           | ۰           | ۱             | ۰             |
| ۱۱     | ۲۳     | هند        | ۱۶٫۷۵۶ | ۰           | ۰           | ۰             | ۱             |
| ۱۲     | ۲۴     | سنگاپور    | ۱۶٫۰۹۷ | ۰           | ۰           | ۰             | ۱             |
| جمع کل | جمع کل | جمع کل     | جمع کل | ۱۲          | ۴           | ۷             | ۲             |
| جمع کل | جمع کل | جمع کل     | جمع کل | ۱۲          | ۱۳          |               |               |
| جمع کل | جمع کل | جمع کل     | جمع کل | ۲۵          |             |               |               |

نکات
1. ^ امارات متحده عربی به دلیل سهمیه‌های استفاده نشده، تیم چهارم خود را به جای دور دوم مقدماتی، وارد مرحله پلی‌آف کرد.
2. ^ تیم‌های سوم و چهارم قطر به دلیل بلااستفاده بودن سهمیه‌ها، به جای دور دوم مقدماتی، وارد مرحله پلی‌آف شدند.
3. ^ به عراق دو سهمیه برای دور دوم مقدماتی اختصاص داده شد، اما به دلیل اینکه هیچ یک از تیم‌هایشان شرایط لازم برای صدور مجوز باشگاه را نداشتند، اجازه شرکت در این مسابقات را پیدا نکردند.
4. ^ کویت یک سهمیه در دور اول مقدماتی داشت، اما به دلیل تعلیق فدراسیون فوتبالش توسط فیفا، نتوانست در این مسابقات شرکت کند.
5. ^ تیم اردن به دلیل استفاده نشدن از جایگاه‌های خالی، به جای دور اول مقدماتی، وارد دور پلی‌آف شد.
6. ^ a b c d به عمان، بحرین، لبنان و سوریه یک سهمیه برای دور اول مقدماتی اختصاص داده شده بود، اما به دلیل اینکه هیچ یک از تیم‌هایشان شرایط لازم برای صدور مجوز باشگاه را نداشتند، اجازه شرکت در این مسابقات را پیدا نکردند.
7. ^ اندونزی که یک سهمیه در دور دوم مقدماتی داشت، به دلیل تعلیق فدراسیون فوتبالش توسط فیفا، نتوانست در لیگ قهرمانان آسیا شرکت کند.
8. ^ a b تیم‌های میانمار و مالزی به دلیل سهمیه‌های استفاده نشده، به جای دور اول مقدماتی، وارد دور دوم مقدماتی شدند.

## تیم‌ها
۴۵ تیم زیر از ۱۶ فدراسیون وارد این رقابت‌ها شدند.
در جدول زیر، تعداد حضورها و آخرین حضورها فقط موارد از فصل ۰۳–۲۰۰۲ (شامل دورهای مقدماتی) را در نظر گرفته است، زمانی که این رقابت‌ها به لیگ قهرمانان آسیا تغییر نام داد.
| تیم                                             | نحوه صعود                                                    | حضور                                            | آخرین حضور                                      |
| صعودکنندگان مستقیم به مرحله گروهی (گروه A تا D) | صعودکنندگان مستقیم به مرحله گروهی (گروه A تا D)              | صعودکنندگان مستقیم به مرحله گروهی (گروه A تا D) | صعودکنندگان مستقیم به مرحله گروهی (گروه A تا D) |
| ----------------------------------------------- | ------------------------------------------------------------ | ----------------------------------------------- | ----------------------------------------------- |
| النصر                                           | قهرمان لیگ حرفه‌ای عربستان ۱۵–۲۰۱۴                            | ۳                                               | ۲۰۱۵                                            |
| الهلال                                          | قهرمان جام پادشاهی ۲۰۱۴                                      | ۱۲                                              | ۲۰۱۵                                            |
| الاهلی                                          | نایب قهرمان لیگ حرفه‌ای عربستان ۱۵–۲۰۱۴                       | ۸                                               | ۲۰۱۵                                            |
| سپاهان                                          | قهرمان لیگ برتر فوتبال ایران ۹۴–۱۳۹۳                         | ۱۱                                              | ۲۰۱۴                                            |
| ذوب‌آهن                                          | قهرمان جام حذفی فوتبال ایران ۹۴–۱۳۹۳                         | ۵                                               | ۲۰۱۲                                            |
| تراکتورسازی                                     | نایب قهرمان لیگ برتر فوتبال ایران ۹۴–۱۳۹۳                    | ۴                                               | ۲۰۱۵                                            |
| پاختاکور                                        | قهرمان قهرمان لیگ ازبک ۲۰۱۵                                  | ۱۳                                              | ۲۰۱۵                                            |
| نسف قرشی                                        | قهرمان جام ازبکستان ۲۰۱۵ مقام سومی لیگ ازبکستان ۲۰۱۵         | ۴                                               | ۲۰۱۵                                            |
| لوکوموتیو تاشکند                                | نایب قهرمان لیگ ازبک ۲۰۱۵                                    | ۴                                               | ۲۰۱۵                                            |
| العین                                           | قهرمان لیگ امارات ۱۵–۲۰۱۴                                    | ۱۱                                              | ۲۰۱۵                                            |
| النصر                                           | قهرمان جام امارات ۱۵–۲۰۱۴                                    | ۳                                               | ۲۰۱۳                                            |
| لخویا                                           | قهرمان لیگ ستارگان قطر ۱۵–۲۰۱۴                               | ۵                                               | ۲۰۱۵                                            |
| شرکت‌کنندگان پلی‌آف مقدماتی                       |                                                              |                                                 |                                                 |
| ورود به مرحله پلی‌آف                             |                                                              |                                                 |                                                 |
| الاتحاد                                         | مقام چهارم لیگ حرفه‌ای عربستان ۱۵–۲۰۱۴                        | ۱۰                                              | ۲۰۱۴                                            |
| نفت تهران                                       | مقام سوم لیگ برتر فوتبال ایران ۹۴–۱۳۹۳                       | ۲                                               | ۲۰۱۵                                            |
| بنیادکار                                        | مقام چهارم لیگ ازبک ۲۰۱۵                                     | ۹                                               | ۲۰۱۵                                            |
| الجزیره                                         | نایب قهرمان لیگ امارات ۱۵–۲۰۱۴                               | ۸                                               | ۲۰۱۵                                            |
| الشباب                                          | مقام سوم لیگ امارات ۱۵–۲۰۱۴                                  | ۴                                               | ۲۰۱۳                                            |
| السد                                            | قهرمان جام امیر قطر ۲۰۱۵ نایب قهرمان لیگ ستارگان قطر ۱۵–۲۰۱۴ | ۱۱                                              | ۲۰۱۵                                            |
| الجیش                                           | مقام سوم لیگ ستارگان قطر ۲۰۱۴                                | ۴                                               | ۲۰۱۵                                            |
| الوحدات                                         | قهرمان لیگ اردن ۱۵–۲۰۱۴                                      | ۳                                               | ۲۰۱۵                                            |

| تیم                                             | نحوه صعود                                                    | حضور                                            | آخرین حضور                                      |
| صعودکنندگان مستقیم به مرحله گروهی (گروه E تا H) | صعودکنندگان مستقیم به مرحله گروهی (گروه E تا H)              | صعودکنندگان مستقیم به مرحله گروهی (گروه E تا H) | صعودکنندگان مستقیم به مرحله گروهی (گروه E تا H) |
| ----------------------------------------------- | ------------------------------------------------------------ | ----------------------------------------------- | ----------------------------------------------- |
| چونبوک هیوندای موتورز                           | قهرمان کی‌لیگ کلاسیک ۲۰۱۵                                     | ۱۰                                              | ۲۰۱۵                                            |
| سئول                                            | قهرمان اف‌ای کاپ کره جنوبی ۲۰۱۵                               | ۶                                               | ۲۰۱۵                                            |
| سوون سامسونگ بلووینگز                           | نایب قهرمان کی‌لیگ کلاسیک ۲۰۱۵                                | ۷                                               | ۲۰۱۵                                            |
| سانفریس هیروشیما                                | قهرمان جی‌لیگ ۲۰۱۵                                            | ۴                                               | ۲۰۱۴                                            |
| گامبا اوساکا                                    | قهرمان جام امپراتور ۲۰۱۵ نایب قهرمان جی‌لیگ ۲۰۱۵              | ۸                                               | ۲۰۱۵                                            |
| اوراوا رد دایموندز                              | مقام سوم جی‌لیگ ۲۰۱۵                                          | ۵                                               | ۲۰۱۵                                            |
| ملبورن ویکتوری                                  | قهرمان ای‌لیگ ۱۵–۲۰۱۴ قهرمان گرند فینال ای‌لیگ ۲۰۱۵            | ۵                                               | ۲۰۱۴                                            |
| سیدنی                                           | نایب قهرمان ای‌لیگ ۱۵–۲۰۱۴                                    | ۳                                               | ۲۰۱۱                                            |
| گوانگژو اورگراند                                | قهرمان سوپر لیگ چین ۲۰۱۵                                     | ۵                                               | ۲۰۱۵                                            |
| جیانگسو سونینگ[نکته چین]                        | قهرمان اف‌ای کاپ چین ۲۰۱۵                                     | ۲                                               | ۲۰۱۳                                            |
| بوریرام یونایتد                                 | قهرمان لیگ برتر تایلند ۲۰۱۵ قهرمان اف‌ای کاپ تایلند ۲۰۱۵      | ۶                                               | ۲۰۱۵                                            |
| بکامکس بین دونگ                                 | قهرمان وی‌لیگ ۲۰۱۵ قهرمان جام حذفی ویتنام ۲۰۱۵                | ۳                                               | ۲۰۱۵                                            |
| شرکت‌کنندگان پلی‌آف مقدماتی                       |                                                              |                                                 |                                                 |
| ورود به مرحله پلی‌آف                             |                                                              |                                                 |                                                 |
| پوهانگ استیلرز                                  | مقام سوم کی‌لیگ کلاسیک کره جنوبی ۲۰۱۵                         | ۷                                               | ۲۰۱۴                                            |
| توکیو                                           | مقام چهارم جی‌لیگ ۲۰۱۵                                        | ۲                                               | ۲۰۱۲                                            |
| آدلاید یونایتد                                  | مقام سوم ای‌لیگ ۱۵–۲۰۱۴                                       | ۵                                               | ۲۰۱۲                                            |
| شانگهای اس‌آی‌پی‌جی                                | نایب قهرمان سوپر لیگ چین ۲۰۱۵                                | ۱                                               | ندارد                                           |
| ورود به دور مقدماتی ۲                           |                                                              |                                                 |                                                 |
| شاندونگ لوننگ                                   | مقام سوم سوپر لیگ چین ۲۰۱۵                                   | ۸                                               | ۲۰۱۵                                            |
| موانگتونگ یونایتد                               | نایب قهرمان لیگ برتر تایلند ۲۰۱۵ قهرمان اف‌ای کاپ تایلند ۲۰۱۵ | ۵                                               | ۲۰۱۴                                            |
| چونبوری                                         | مقام چهارم لیگ برتر تایلند ۲۰۱۵[نکته تایلند]                 | ۵                                               | ۲۰۱۵                                            |
| هانوی                                           | نایب قهرمان وی‌لیگ ۲۰۱۵                                       | ۳                                               | ۲۰۱۵                                            |
| کیتچی                                           | قهرمان لیگ برتر هنگ کنگ ۱۵–۲۰۱۴                              | ۲                                               | ۲۰۱۵                                            |
| یانگون یونایتد                                  | قهرمان لیگ ملی میانمار ۲۰۱۵                                  | ۱                                               | ندارد                                           |
| جوهر دارالتعظیم                                 | قهرمان سوپر لیگ مالزی ۲۰۱۵                                   | ۲                                               | ۲۰۱۵                                            |
| ورود به دور مقدماتی ۱                           |                                                              |                                                 |                                                 |
| موهون باگان                                     | قهرمان آی‌لیگ ۲۰۱۵                                            | ۲                                               | ۲۰۰۲–۰۳                                         |
| تامپینس روفرز                                   | نایب قهرمان اس‌لیگ ۲۰۱۵[نکته سنگاپور]                         | ۲                                               | ۲۰۱۴                                            |

نکات
1. ^ چین: جیانگسو سونینگ در دسامبر ۲۰۱۵ نام خود را از «جیانگسو سینتی» تغییر داد. کنفدراسیون فوتبال آسیا در گزارش‌های رسمی خود برای لیگ قهرمانان آسیا ۲۰۱۶ از آنها با عنوان «باشگاه فوتبال جیانگسو» یاد می‌کند.
2. ^ سنگاپور: از آنجایی که دی‌پی‌ام‌ام، قهرمان اس‌لیگ ۲۰۱۵، تیمی است که توسط اتحادیه فوتبال برونئی اداره می‌شود و بنابراین واجد شرایط نمایندگی سنگاپور در مسابقات باشگاهی آسیا نیست، جای آنها را تامپینس روفرز، نایب قهرمان لیگ، گرفت.
3. ^ تایلند: از آنجایی که سوپانبوری، تیم سوم لیگ برتر تایلند ۲۰۱۵، نتوانست الزامات صدور مجوز باشگاه را برآورده کند، جای آنها را چونبوری، تیم چهارم لیگ، گرفت.[۱۰]

## برنامه
برنامه مسابقات به شرح زیر است (تمام قرعه‌کشی‌ها در کوالا لامپور، مالزی برگزار شد).
| مرحله         | دور           | تاریخ قرعه‌کشی  | دیدار رفت          | دیدار برگشت        |
| ------------- | ------------- | -------------- | ------------------ | ------------------ |
| مرحله مقدماتی | دور مقدماتی ۲ | بدون قرعه‌کشی   | ۲۷ ژانویه ۲۰۱۶     | ۲۷ ژانویه ۲۰۱۶     |
| مرحله مقدماتی | دور مقدماتی ۲ | بدون قرعه‌کشی   | ۲ فوریه ۲۰۱۶       | ۲ فوریه ۲۰۱۶       |
| مرحله پلی‌آف   | مرحله پلی‌آف   | بدون قرعه‌کشی   | ۹ فوریه ۲۰۱۶       | ۹ فوریه ۲۰۱۶       |
| مرحله گروهی   | هفته ۱        | ۱۰ دسامبر ۲۰۱۵ | ۲۳–۲۴ فوریه ۲۰۱۶   | ۲۳–۲۴ فوریه ۲۰۱۶   |
| مرحله گروهی   | هفته ۲        | ۱۰ دسامبر ۲۰۱۵ | ۱–۲ مارس ۲۰۱۶      | ۱–۲ مارس ۲۰۱۶      |
| مرحله گروهی   | هفته ۳        | ۱۰ دسامبر ۲۰۱۵ | ۱۵–۱۶ مارس ۲۰۱۶    | ۱۵–۱۶ مارس ۲۰۱۶    |
| مرحله گروهی   | هفته ۴        | ۱۰ دسامبر ۲۰۱۵ | ۵–۶ آوریل ۲۰۱۶     | ۵–۶ آوریل ۲۰۱۶     |
| مرحله گروهی   | هفته ۵        | ۱۰ دسامبر ۲۰۱۵ | ۱۹–۲۰ آوریل ۲۰۱۶   | ۱۹–۲۰ آوریل ۲۰۱۶   |
| مرحله گروهی   | هفته ۶        | ۱۰ دسامبر ۲۰۱۵ | ۳–۴ مه ۲۰۱۶        | ۳–۴ مه ۲۰۱۶        |
| مرحله حذفی    | یک‌هشتم نهایی  | ۱۰ دسامبر ۲۰۱۵ | ۱۷–۱۸ مه ۲۰۱۶      | ۲۴–۲۵ مه ۲۰۱۶      |
| مرحله حذفی    | یک‌چهارم نهایی | ۹ ژوئن ۲۰۱۶    | ۲۳–۲۴ اوت ۲۰۱۶     | ۱۳–۱۴ سپتامبر ۲۰۱۶ |
| مرحله حذفی    | نیمه نهایی    | ۹ ژوئن ۲۰۱۶    | ۲۷–۲۸ سپتامبر ۲۰۱۶ | ۱۸–۱۹ اکتبر ۲۰۱۶   |
| مرحله حذفی    | فینال         | ۹ ژوئن ۲۰۱۶    | ۱۹ نوامبر ۲۰۱۶     | ۲۶ نوامبر ۲۰۱۶     |

## مرحله انتخابی
در مرحله پلی‌آف مقدماتی، هر بازی به صورت تک‌بازی برگزار می‌شد. در صورت لزوم، از وقت اضافه و ضربات پنالتی برای تعیین برنده استفاده می‌شد (ماده ۱۰.۲ آیین‌نامه). هشت برنده دور پلی‌آف به مرحله گروهی راه یافتند تا به ۲۴ تیم راه یافته مستقیم بپیوندند. همه بازندگان هر دور که از فدراسیون‌هایی بودند که فقط سهمیه پلی‌آف داشتند، وارد مرحله گروهی ای‌اف‌سی کاپ ۲۰۱۶ شدند.
نمودار بازی‌های پلی‌آف مقدماتی توسط ای‌اف‌سی بر اساس رتبه‌بندی هر تیم در رده‌بندی فدراسیون تعیین شد و تیم فدراسیون با رتبه بالاتر میزبان هر مسابقه بود. تیم‌های یک فدراسیون نمی‌توانستند در یک پلی‌آف قرار بگیرند.

### دور مقدماتی ۱
| تیم ۱       | نتیجه     | تیم ۲         |
| منطقه شرق   | منطقه شرق | منطقه شرق     |
| ----------- | --------- | ------------- |
| موهان باگان | ۳–۱       | تامپینس روفرز |

### دور مقدماتی ۲
| تیم ۱             | نتیجه              | تیم ۲           |
| منطقه شرق         | منطقه شرق          | منطقه شرق       |
| ----------------- | ------------------ | --------------- |
| هانوی تی‌اندتی     | ۱–۰                | کیتچی           |
| چونبوری           | ۳–۲ (و.ا.)         | یانگون یونایتد  |
| شاندونگ لوننگ     | ۶–۰                | موهون باگان     |
| موانگتونگ یونایتد | ۰–۰ (و.ا.) (۳–۰ پ) | جوهر دارالتعظیم |

### مرحله پلی‌آف
| تیم ۱            | نتیجه              | تیم ۲             |
| منطقه غرب        | منطقه غرب          | منطقه غرب         |
| ---------------- | ------------------ | ----------------- |
| الاتحاد          | ۲–۱                | الوحدات           |
| نفت تهران        | ۰–۲                | الجیش             |
| بنیادکار         | ۲–۰                | الشباب            |
| الجزیره          | ۲–۲ (و.ا.) (۵–۴ پ) | السد              |
| منطقه شرق        |                    |                   |
| پوهانگ استیلرز   | ۳–۰                | هانوی تی‌اندتی     |
| توکیو            | ۹–۰                | چونبوری           |
| آدلاید یونایتد   | ۱–۲                | شاندونگ لوننگ     |
| شانگهای اس‌آی‌پی‌جی | ۳–۰                | موانگتونگ یونایتد |

## مرحله گروهی
قرعه‌کشی مرحله گروهی در ۱۰ دسامبر ۲۰۱۵ برگزار شد. ۳۲ تیم در هشت گروه چهار تیمی قرار گرفتند. تیم‌های یک فدراسیون نمی‌توانستند در یک گروه قرار بگیرند. هر گروه به صورت رفت و برگشت نوبت‌گردشی برگزار شد. تیم‌های اول و دوم هر گروه به مرحله یک‌هشتم نهایی راه یافتند.
| معیارهای تساوی‌شکن |
| --- |
| تیم‌ها بر اساس امتیاز رتبه‌بندی می‌شوند (۳ امتیاز برای برد، ۱ امتیاز برای تساوی، ۰ امتیاز برای باخت). در صورت تساوی امتیازها، معیارهای تساوی‌شکن به ترتیب زیر اعمال می‌شود: 1. تعداد امتیازات بیشتر کسب شده در مسابقات گروهی بین تیم‌های مربوطه؛ 2. تفاضل گل حاصل از مسابقات گروهی بین تیم‌های مربوطه؛ 3. تعداد گل‌های زده شده بیشتر در مسابقات گروهی بین تیم‌های مربوطه؛ 4. تعداد گل‌های زده شده بیشتر در خانه حریف در مسابقات گروهی بین تیم‌های مربوطه؛ 5. اگر پس از اعمال معیارهای ۱ تا ۴، تیم‌ها همچنان رتبه یکسانی داشته باشند، معیارهای ۱ تا ۴ منحصراً برای مسابقات بین تیم‌های مورد نظر اعمال می‌شوند تا رتبه نهایی آنها تعیین شود. اگر این رویه منجر به تصمیم‌گیری نشود، معیارهای ۶ تا ۱۰ اعمال می‌شوند؛ 6. تفاضل گل در تمام مسابقات گروهی؛ 7. تعداد گل‌های زده شده بیشتر در تمام مسابقات گروهی؛ 8. ضربات پنالتی اگر فقط دو تیم درگیر باشند و هر دو در زمین بازی باشند؛ 9. امتیاز کمتر بر اساس تعداد کارت‌های زرد و قرمز دریافت شده در مسابقات گروهی محاسبه می‌شود (۱ امتیاز برای یک کارت زرد، ۳ امتیاز برای کارت قرمز به دلیل دو کارت زرد، ۳ امتیاز برای کارت قرمز مستقیم، ۴ امتیاز برای کارت زرد و به دنبال آن کارت قرمز مستقیم)؛ 10. تیمی که به فدراسیون عضوی با رتبه بالاتر ای‌اف‌سی تعلق دارد. |

### گروه A
| رتبه | تیم              | بازی | ب | م | با | گ‌ز | گ‌خ | ت‌گ | امتیاز | صلاحیت                    |
| ---- | ---------------- | ---- | - | - | -- | -- | -- | -- | ------ | ------------------------- |
| ۱    | لوکوموتیو تاشکند | ۶    | ۲ | ۴ | ۰  | ۶  | ۳  | ۳+ | ۱۰     | صعود مستقیم به مرحله حذفی |
| ۲    | النصر            | ۶    | ۲ | ۳ | ۱  | ۵  | ۴  | ۱+ | ۹      | صعود مستقیم به مرحله حذفی |
| ۳    | الاتحاد          | ۶    | ۲ | ۳ | ۱  | ۹  | ۴  | ۵+ | ۹      |                           |
| ۴    | سپاهان           | ۶    | ۱ | ۰ | ۵  | ۲  | ۱۱ | ۹- | ۳      |                           |

|           | سپاهان | النصر | لوکوموتیو | الاتحاد |
| --------- | ------ | ----- | --------- | ------- |
| سپاهان    | —      | ۰-۲   | ۰–۲       | ۰–۲     |
| النصر     | ۲–۰    | —     | ۱–۱       | ۰–۰     |
| لوکوموتیو | ۱–۰    | ۰–۰   | —         | ۱-۱     |
| الاتحاد   | ۴–۰    | ۱–۲   | ۱–۱       | —       |

### گروه B
| رتبه | تیم      | بازی | ب | م | با | گ‌ز | گ‌خ | ت‌گ | امتیاز | صلاحیت                    |
| ---- | -------- | ---- | - | - | -- | -- | -- | -- | ------ | ------------------------- |
| ۱    | ذوب‌آهن   | ۶    | ۴ | ۲ | ۰  | ۶  | ۳  | ۳+ | ۱۴     | صعود مستقیم به مرحله حذفی |
| ۲    | لخویا    | ۶    | ۲ | ۳ | ۱  | ۷  | ۲  | ۵+ | ۹      | صعود مستقیم به مرحله حذفی |
| ۳    | النصر    | ۶    | ۱ | ۲ | ۳  | ۵  | ۱۴ | ۹- | ۵      |                           |
| ۴    | بنیادکار | ۶    | ۰ | ۳ | ۳  | ۵  | ۱۱ | ۶- | ۳      |                           |

|          | النصر | ذوب آهن | لخویا | بنیادکار |
| -------- | ----- | ------- | ----- | -------- |
| النصر    | —     | ۰–۳     | ۱–۱   | ۳-۳      |
| ذوب آهن  | ۳–۰   | —       | ۰–۰   | ۵–۲      |
| لخویا    | ۴–۰   | ۱-۰     | —     | ۰–۰      |
| بنیادکار | ۰–۱   | ۰–۰     | ۰–۲   | —        |

### گروه C
| رتبه | تیم         | بازی | ب | م | با | گ‌ز | گ‌خ | ت‌گ  | امتیاز | صلاحیت                    |
| ---- | ----------- | ---- | - | - | -- | -- | -- | --- | ------ | ------------------------- |
| ۱    | تراکتورسازی | ۶    | ۴ | ۰ | ۲  | ۱۰ | ۳  | ۷+  | ۱۲     | صعود مستقیم به مرحله حذفی |
| ۲    | الهلال      | ۶    | ۳ | ۲ | ۱  | ۱۰ | ۷  | ۳+  | ۱۱     | صعود مستقیم به مرحله حذفی |
| ۳    | پاختاکور    | ۶    | ۳ | ۱ | ۲  | ۱۰ | ۹  | ۱+  | ۱۰     |                           |
| ۴    | الجزیره     | ۶    | ۰ | ۱ | ۵  | ۲  | ۱۳ | ۱۱- | ۱      |                           |

|             | پاختاکور | الهلال | تراکتور | الجزیره |
| ----------- | -------- | ------ | ------- | ------- |
| پاختاکور    | —        | ۲-۲    | ۱–۰     | ۳–۰     |
| الهلال      | ۴–۱      | —      | ۰–۲     | ۱–۰     |
| تراکتورسازی | ۲–۰      | ۱–۲    | —       | ۰-۴     |
| الجزیره     | ۱–۳      | ۱–۱    | ۰–۱     | —       |

### گروه D
| رتبه | تیم      | بازی | ب | م | با | گ‌ز | گ‌خ | ت‌گ | امتیاز | صلاحیت                    |
| ---- | -------- | ---- | - | - | -- | -- | -- | -- | ------ | ------------------------- |
| ۱    | الجیش    | ۶    | ۳ | ۱ | ۲  | ۶  | ۸  | ۲- | ۱۰     | صعود مستقیم به مرحله حذفی |
| ۲    | العین    | ۶    | ۳ | ۱ | ۲  | ۸  | ۶  | ۲+ | ۱۰     | صعود مستقیم به مرحله حذفی |
| ۳    | الاهلی   | ۶    | ۳ | ۰ | ۳  | ۱۰ | ۷  | ۳+ | ۹      |                           |
| ۴    | نسف قرشی | ۶    | ۱ | ۲ | ۳  | ۴  | ۷  | ۳- | ۵      |                           |

|         | العین | نسف | الاهلی | الجیش |
| ------- | ----- | --- | ------ | ----- |
| العین   | —     | ۲–۰ | ۱–۰    | ۲-۱   |
| نسف‌قرشی | ۱–۱   | —   | ۲–۱    | ۰-۰   |
| الاهلی  | ۱–۲   | ۱-۲ | —      | ۲–۰   |
| الجیش   | ۲–۱   | ۱–۰ | ۱–۴    | —     |

### گروه E
| رتبه | تیم                   | بازی | ب | م | با | گ‌ز | گ‌خ | ت‌گ | امتیاز | صلاحیت                    |
| ---- | --------------------- | ---- | - | - | -- | -- | -- | -- | ------ | ------------------------- |
| ۱    | چونبوک هیوندای موتورز | ۶    | ۳ | ۱ | ۲  | ۱۳ | ۹  | ۴+ | ۱۰     | صعود مستقیم به مرحله حذفی |
| ۲    | توکیو                 | ۶    | ۳ | ۱ | ۲  | ۸  | ۸  | ۰  | ۱۰     | صعود مستقیم به مرحله حذفی |
| ۳    | جیانگسو سونینگ        | ۶    | ۲ | ۳ | ۱  | ۱۰ | ۷  | ۳- | ۹      |                           |
| ۴    | بکامکس بین دونگ       | ۶    | ۱ | ۱ | ۴  | ۶  | ۱۳ | ۷- | ۴      |                           |

|         | چونبوک | جیانگسو | بکامکس | توکیو |
| ------- | ------ | ------- | ------ | ----- |
| چونبوک  | —      | ۲–۲     | ۲–۰    | ۱-۲   |
| جیانگسو | ۳–۲    | —       | ۳–۰    | ۱–۲   |
| بکامکس  | ۳–۲    | ۱-۱     | —      | ۱–۲   |
| توکیو   | ۰–۳    | ۰-۰     | ۳–۱    | —     |

### گروه F
| رتبه | تیم              | بازی | ب | م | با | گ‌ز | گ‌خ | ت‌گ  | امتیاز | صلاحیت                    |
| ---- | ---------------- | ---- | - | - | -- | -- | -- | --- | ------ | ------------------------- |
| ۱    | سئول             | ۶    | ۴ | ۱ | ۱  | ۱۷ | ۵  | ۱۲+ | ۱۴     | صعود مستقیم به مرحله حذفی |
| ۲    | شاندونگ لوننگ    | ۶    | ۳ | ۲ | ۱  | ۷  | ۵  | ۲+  | ۱۱     | صعود مستقیم به مرحله حذفی |
| ۳    | سانفریس هیروشیما | ۶    | ۳ | ۰ | ۳  | ۹  | ۸  | ۱+  | ۹      |                           |
| ۴    | بوریرام یونایتد  | ۶    | ۰ | ۱ | ۵  | ۱  | ۱۶ | ۱۵- | ۱      |                           |

|          | هیروشیما | سئول | بوریرام | شاندونگ |
| -------- | -------- | ---- | ------- | ------- |
| هیروشیما | —        | ۲–۱  | ۳–۰     | ۲-۱     |
| سئول     | ۴–۱      | —    | ۲–۱     | ۰–۰     |
| بوریرام  | ۰–۲      | ۶-۰  | —       | ۰-۰     |
| شاندونگ  | ۱–۰      | ۱–۴  | ۳–۰     | —       |

### گروه G
| رتبه | تیم                   | بازی | ب | م | با | گ‌ز | گ‌خ | ت‌گ | امتیاز | صلاحیت                    |
| ---- | --------------------- | ---- | - | - | -- | -- | -- | -- | ------ | ------------------------- |
| ۱    | شانگهای اس‌آی‌پی‌جی      | ۶    | ۴ | ۰ | ۲  | ۱۰ | ۸  | ۲+ | ۱۲     | صعود مستقیم به مرحله حذفی |
| ۲    | ملبورن ویکتوری        | ۶    | ۲ | ۳ | ۱  | ۷  | ۷  | ۰  | ۹      | صعود مستقیم به مرحله حذفی |
| ۳    | سوون سامسونگ بلووینگز | ۶    | ۲ | ۳ | ۱  | ۷  | ۴  | ۳+ | ۹      |                           |
| ۴    | گامبا اوساکا          | ۶    | ۰ | ۲ | ۴  | ۴  | ۹  | ۵- | ۲      |                           |

|         | ملبورن | گامبا | سوون | شانگهای |
| ------- | ------ | ----- | ---- | ------- |
| ملبورن  | —      | ۲–۱   | ۰-۰  | ۲–۱     |
| گامبا   | ۱–۱    | —     | ۱–۲  | ۰–۲     |
| سوون    | ۱–۱    | ۰–۰   | —    | ۳–۰     |
| شانگهای | ۳–۱    | ۲–۱   | ۲–۱  | —       |

### گروه H
| رتبه | تیم                | بازی | ب | م | با | گ‌ز | گ‌خ | ت‌گ | امتیاز | صلاحیت                    |
| ---- | ------------------ | ---- | - | - | -- | -- | -- | -- | ------ | ------------------------- |
| ۱    | سیدنی              | ۶    | ۳ | ۱ | ۲  | ۴  | ۴  | ۰  | ۱۰     | صعود مستقیم به مرحله حذفی |
| ۲    | اوراوا رد دایموندز | ۶    | ۲ | ۳ | ۱  | ۶  | ۴  | ۲+ | ۹      | صعود مستقیم به مرحله حذفی |
| ۳    | گوانگژو اورگراند   | ۶    | ۲ | ۲ | ۲  | ۶  | ۵  | ۱+ | ۸      |                           |
| ۴    | پوهانگ استیلرز     | ۶    | ۱ | ۲ | ۳  | ۲  | ۵  | ۳- | ۵      |                           |

|           | گوانگ‌ژو | سیدنی | اوراوا رد | پوهانگ |
| --------- | ------- | ----- | --------- | ------ |
| گوانگ‌ژو   | —       | ۱–۰   | ۲–۲       | ۰–۰    |
| سیدنی     | ۲–۱     | —     | ۰-۰       | ۱–۰    |
| اوراوا رد | ۱–۰     | ۲–۰   | —         | ۱–۱    |
| پوهانگ    | ۰–۲     | ۰–۱   | ۱–۰       | —      |

## مرحله حذفی
در مرحله حذفی، ۱۶ تیم به صورت تک‌حذفی به رقابت پرداختند. هر بازی به صورت رفت و برگشت برگزار شد. در صورت لزوم، از قانون گل زده در خانه حریف، وقت اضافه (گل زده در خانه حریف در وقت اضافه لحاظ نمی‌شود) و ضربات پنالتی برای تعیین برنده استفاده شد.

### فرمت
مسابقات از مرحله یک هشتم تا مرحله نیمه نهایی فقط تیم‌های یک منطقه رودروی هم قرار می‌گیرند.
|  | یک‌هشتم نهایی            | یک‌هشتم نهایی          | یک‌هشتم نهایی | یک‌هشتم نهایی |   |                  | یک‌چهارم نهایی | یک‌چهارم نهایی | یک‌چهارم نهایی | یک‌چهارم نهایی |                       |   | نیمه‌نهایی | نیمه‌نهایی | نیمه‌نهایی | نیمه‌نهایی |  |       | فینال | فینال | فینال | فینال |
|  |                         |                       |              |              |   |                  |               |               |               |               |                       |   |           |           |           |           |  |       |       |       |       |       |
|  | العین                   | ۱                     | ۲            | ۳            |   |                  |               |               |               |               |                       |   |           |           |           |           |  |       |       |       |       |       |
|  | ذوب‌آهن                  | ۱                     | ۰            | ۱            |   |                  |               |               |               |               |                       |   |           |           |           |           |  |       |       |       |       |       |
|  | ذوب‌آهن                  | ۱                     | ۰            | ۱            |   | العین            | ۰             | ۱             | ۱             |               |                       |   |           |           |           |           |  |       |       |       |       |       |
|  |                         |                       |              |              |   | العین            | ۰             | ۱             | ۱             |               |                       |   |           |           |           |           |  |       |       |       |       |       |
|  |                         | لوکوموتیو تاشکند      | ۰            | ۰            | ۰ |                  |               |               |               |               |                       |   |           |           |           |           |  |       |       |       |       |       |
|  | الهلال                  | لوکوموتیو تاشکند      | ۰            | ۰            | ۰ | ۰                | ۱             | ۱             |               |               |                       |   |           |           |           |           |  |       |       |       |       |       |
|  | الهلال                  |                       |              |              |   | ۰                | ۱             | ۱             |               |               |                       |   |           |           |           |           |  |       |       |       |       |       |
|  | لوکوموتیو تاشکند        | ۰                     | ۲            | ۲            |   |                  |               |               |               |               |                       |   |           |           |           |           |  |       |       |       |       |       |
|  | لوکوموتیو تاشکند        | ۰                     | ۲            | ۲            |   |                  |               |               |               |               | العین                 | ۳ | ۲         | ۵         |           |           |  |       |       |       |       |       |
|  |                         |                       |              |              |   |                  |               |               |               |               |                       | ۳ | ۲         | ۵         |           |           |  |       |       |       |       |       |
|  |                         | الجیش                 | ۱            | ۲            | ۳ |                  |               |               |               |               |                       |   |           |           |           |           |  |       |       |       |       |       |
|  | لخویا                   | الجیش                 | ۱            | ۲            | ۳ | ۰                | ۴             | ۴             |               |               |                       |   |           |           |           |           |  |       |       |       |       |       |
|  | لخویا                   |                       |              |              |   | ۰                | ۴             | ۴             |               |               |                       |   |           |           |           |           |  |       |       |       |       |       |
|  | الجیش                   | ۴                     | ۲            | ۶            |   |                  |               |               |               |               |                       |   |           |           |           |           |  |       |       |       |       |       |
|  | الجیش                   | ۴                     | ۲            | ۶            |   | الجیش            | ۳             | ۱             | ۴             |               |                       |   |           |           |           |           |  |       |       |       |       |       |
|  |                         |                       |              |              |   | الجیش            | ۳             | ۱             | ۴             |               |                       |   |           |           |           |           |  |       |       |       |       |       |
|  |                         | النصر                 | ۰            | ۱            | ۱ |                  |               |               |               |               |                       |   |           |           |           |           |  |       |       |       |       |       |
|  | النصر                   | النصر                 | ۰            | ۱            | ۱ | ۴                | ۱             | ۵             |               |               |                       |   |           |           |           |           |  |       |       |       |       |       |
|  | النصر                   |                       |              |              |   | ۴                | ۱             | ۵             |               |               |                       |   |           |           |           |           |  |       |       |       |       |       |
|  | تراکتورسازی             | ۱                     | ۳            | ۴            |   |                  |               |               |               |               |                       |   |           |           |           |           |  |       |       |       |       |       |
|  | تراکتورسازی             | ۱                     | ۳            | ۴            |   |                  |               |               |               |               |                       |   |           |           |           |           |  | العین | ۱     | ۱     | ۲     |       |
|  |                         |                       |              |              |   |                  |               |               |               |               |                       |   |           |           |           |           |  | العین | ۱     | ۱     | ۲     |       |
|  |                         | چونبوک هیوندای موتورز | ۲            | ۱            | ۳ |                  |               |               |               |               |                       |   |           |           |           |           |  |       |       |       |       |       |
|  | توکیو                   | چونبوک هیوندای موتورز | ۲            | ۱            | ۳ | ۲                | ۰             | ۲             |               |               |                       |   |           |           |           |           |  |       |       |       |       |       |
|  | توکیو                   |                       |              |              |   | ۲                | ۰             | ۲             |               |               |                       |   |           |           |           |           |  |       |       |       |       |       |
|  | شانگهای اس‌آی‌پی‌جی (گ.ح.) | ۱                     | ۱            | ۲            |   |                  |               |               |               |               |                       |   |           |           |           |           |  |       |       |       |       |       |
|  | شانگهای اس‌آی‌پی‌جی (گ.ح.) | ۱                     | ۱            | ۲            |   | شانگهای اس‌آی‌پی‌جی | ۰             | ۰             | ۰             |               |                       |   |           |           |           |           |  |       |       |       |       |       |
|  |                         |                       |              |              |   | شانگهای اس‌آی‌پی‌جی | ۰             | ۰             | ۰             |               |                       |   |           |           |           |           |  |       |       |       |       |       |
|  |                         | چونبوک هیوندای موتورز | ۰            | ۵            | ۵ |                  |               |               |               |               |                       |   |           |           |           |           |  |       |       |       |       |       |
|  | ملبورن ویکتوری          | چونبوک هیوندای موتورز | ۰            | ۵            | ۵ | ۱                | ۱             | ۲             |               |               |                       |   |           |           |           |           |  |       |       |       |       |       |
|  | ملبورن ویکتوری          |                       |              |              |   | ۱                | ۱             | ۲             |               |               |                       |   |           |           |           |           |  |       |       |       |       |       |
|  | چونبوک هیوندای موتورز   | ۱                     | ۲            | ۳            |   |                  |               |               |               |               |                       |   |           |           |           |           |  |       |       |       |       |       |
|  | چونبوک هیوندای موتورز   | ۱                     | ۲            | ۳            |   |                  |               |               |               |               | چونبوک هیوندای موتورز | ۴ | ۱         | ۵         |           |           |  |       |       |       |       |       |
|  |                         |                       |              |              |   |                  |               |               |               |               |                       | ۴ | ۱         | ۵         |           |           |  |       |       |       |       |       |
|  |                         | سئول                  | ۱            | ۲            | ۳ |                  |               |               |               |               |                       |   |           |           |           |           |  |       |       |       |       |       |
|  | اوراوا رد دایموندز      | سئول                  | ۱            | ۲            | ۳ | ۱                | ۲             | ۳ (۶)         |               |               |                       |   |           |           |           |           |  |       |       |       |       |       |
|  | اوراوا رد دایموندز      |                       |              |              |   | ۱                | ۲             | ۳ (۶)         |               |               |                       |   |           |           |           |           |  |       |       |       |       |       |
|  | سئول (پ)                | ۰                     | ۳            | ۳ (۷)        |   |                  |               |               |               |               |                       |   |           |           |           |           |  |       |       |       |       |       |
|  | سئول (پ)                | ۰                     | ۳            | ۳ (۷)        |   | سئول             | ۳             | ۱             | ۴             |               |                       |   |           |           |           |           |  |       |       |       |       |       |
|  |                         |                       |              |              |   | سئول             | ۳             | ۱             | ۴             |               |                       |   |           |           |           |           |  |       |       |       |       |       |
|  |                         | شاندونگ لوننگ         | ۱            | ۱            | ۲ |                  |               |               |               |               |                       |   |           |           |           |           |  |       |       |       |       |       |
|  | شاندونگ لوننگ (گ.ح.)    | شاندونگ لوننگ         | ۱            | ۱            | ۲ | ۱                | ۲             | ۳             |               |               |                       |   |           |           |           |           |  |       |       |       |       |       |
|  | شاندونگ لوننگ (گ.ح.)    |                       |              |              |   | ۱                | ۲             | ۳             |               |               |                       |   |           |           |           |           |  |       |       |       |       |       |
|  | سیدنی                   | ۱                     | ۲            | ۳            |   |                  |               |               |               |               |                       |   |           |           |           |           |  |       |       |       |       |       |

### یک‌هشتم نهایی
در مرحله یک‌هشتم نهایی، برندگان یک گروه با تیم‌های دوم گروه دیگر در همان منطقه بازی کردند و برندگان گروه‌ها میزبان بازی برگشت بودند.
| تیم ۱  | نتیجه نهایی | تیم ۲            | بازی رفت | بازی برگشت |
| ------ | ----------- | ---------------- | -------- | ---------- |
| الهلال | ۱–۲         | لوکوموتیو تاشکند | ۰–۰      | ۱–۲        |
| النصر  | ۵–۴         | تراکتورسازی      | ۴–۱      | ۱–۳        |
| العین  | ۳–۱         | ذوب‌آهن           | ۱–۱      | ۲–۰        |
| لخویا  | ۴–۶         | الجیش            | ۰–۴      | ۴–۲        |

| تیم ۱              | نتیجه نهایی | تیم ۲                 | بازی رفت | بازی برگشت |
| ------------------ | ----------- | --------------------- | -------- | ---------- |
| ملبورن ویکتوری     | ۲–۳         | چونبوک هیوندای موتورز | ۱–۱      | ۱–۲        |
| توکیو              | ۲–۲ (گ.ح.)  | شانگهای اس‌آی‌پی‌جی      | ۲–۱      | ۰–۱        |
| اوراوا رد دایموندز | ۳–۳ (۶–۷ پ) | سئول                  | ۱–۰      | ۲–۳ (و.ا.) |
| شاندونگ لوننگ      | ۳–۳ (گ.ح.)  | سیدنی                 | ۱–۱      | ۲–۲        |

### یک‌چهارم نهایی
در مرحله یک‌چهارم نهایی، چهار تیم از منطقه غرب به دو بازی و چهار تیم از منطقه شرق به دو بازی دیگر تقسیم شدند و ترتیب مسابقات نیز توسط قرعه‌کشی مشخص شد
قرعه‌کشی مرحله یک‌چهارم نهایی در تاریخ ۹ ژوئن ۲۰۱۶، ساعت ۱۶:۰۰ به وقت مالزی (یوتی‌سی ۸+)، در هتل پتالینگ جایا هیلتون در کوالا لامپور، مالزی برگزار شد. هیچ گونه سیدبندی یا حمایت از کشور وجود نداشت، بنابراین تیم‌های یک فدراسیون می‌توانستند در یک قرعه‌کشی شرکت کنند.
| تیم ۱ | نتیجه نهایی | تیم ۲            | بازی رفت      | بازی برگشت |
| ----- | ----------- | ---------------- | ------------- | ---------- |
| العین | ۱–۰         | لوکوموتیو تاشکند | ۰–۰           | ۱–۰        |
| الجیش | ۴–۰         | النصر            | ۳–۰ (اعطا)[خ] | ۱–۰        |

| تیم ۱            | نتیجه نهایی | تیم ۲                 | بازی رفت | بازی برگشت |
| ---------------- | ----------- | --------------------- | -------- | ---------- |
| شانگهای اس‌آی‌پی‌جی | ۰–۵         | چونبوک هیوندای موتورز | ۰–۰      | ۰–۵        |
| سئول             | ۴–۲         | شاندونگ لوننگ         | ۳–۱      | ۱–۱        |

نکات
1. ^ بازی رفت الجیش و النصر که در ابتدا با نتیجه ۳–۰ به نفع النصر به پایان رسیده بود، در ۱۲ سپتامبر ۲۰۱۶ توسط کمیته انضباطی ای‌اف‌سی با نتیجه ۳–۰ به نفع الجیش اعلام شد، زیرا النصر واندرلی را به میدان فرستاده بود که مشخص شد با گذرنامه جعلی اندونزیایی ثبت نام کرده است.[۱۷]

### نیمه نهایی
در نیمه نهایی، دو برنده یک‌چهارم نهایی از منطقه غرب با یکدیگر بازی می‌کنند و دو برنده یک‌چهارم نهایی از منطقه شرق با یکدیگر بازی می‌کنند و ترتیب مسابقات توسط قرعه‌کشی یک‌چهارم نهایی مشخص می‌شود.
| تیم ۱ | نتیجه نهایی | تیم ۲ | بازی رفت | بازی برگشت |
| ----- | ----------- | ----- | -------- | ---------- |
| العین | ۵–۳         | الجیش | ۳–۱      | ۲–۲        |

| تیم ۱                 | نتیجه نهایی | تیم ۲ | بازی رفت | بازی برگشت |
| --------------------- | ----------- | ----- | -------- | ---------- |
| چونبوک هیوندای موتورز | ۵–۳         | سئول  | ۴–۱      | ۱–۲        |

### فینال
در فینال، دو برنده نیمه نهایی با یکدیگر بازی می‌کنند، که ترتیب بازی‌ها نسبت به فینال فصل قبل برعکس شده است، به این صورت که تیم منطقه شرق میزبان بازی رفت و تیم منطقه غرب میزبان بازی برگشت خواهد بود.
| چونبوک هیوندای موتورز      | ۲–۱   | العین       |
| -------------------------- | ----- | ----------- |
| لئوناردو ۷۰'، ۷۷' (پنالتی) | گزارش | آسپریلا ۶۳' |

| العین           | ۱–۱   | چونبوک هیوندای موتورز |
| --------------- | ----- | --------------------- |
| لی میونگ-جو ۳۴' | گزارش | هان کیو وون ۳۰'       |

چونبوک هیوندای موتورز در مجموع ۳–۲ برنده شد.

## جوایز
| جوایز                 | بازیکن        | تیم   |
| --------------------- | ------------- | ----- |
| بهترین بازیکن         | عمر عبدالرحمن | العین |
| گلزنان برتر           | آدریانو       | سئول  |
| جایزه بازی جوانمردانه | —             | العین |

### قهرمان
| قهرمان لیگ قهرمانان آسیا ۲۰۱۶ |
| ----------------------------- |
| چونبوک هیوندای موتورز         |
| دومین قهرمانی                 |

### تیم منتخب
منبع:
| پست         | بازیکن          | تیم                   |
| ----------- | --------------- | --------------------- |
| دروازه‌بانان | کوون سون-تائه   | چونبوک هیوندای موتورز |
| دروازه‌بانان | ایگناتی نستروف  | لوکوموتیو تاشکند      |
| مدافعان     | اسماعیل احمد    | العین                 |
| مدافعان     | ژیل             | شاندونگ لوننگ         |
| مدافعان     | کیم جو-یونگ     | شانگهای اس‌آی‌پی‌جی      |
| مدافعان     | چو سونگ هوان    | چونبوک هیوندای موتورز |
| مدافعان     | کواک تائه-هوی   | سئول                  |
| هافبک‌ها     | عمر عبدالرحمن   | العین                 |
| هافبک‌ها     | کیم بو-کیونگ    | چونبوک هیوندای موتورز |
| هافبک‌ها     | سرور جپاروف     | لوکوموتیو تاشکند      |
| هافبک‌ها     | لی جه سونگ      | چونبوک هیوندای موتورز |
| هافبک‌ها     | سیدو کیتا       | الجیش                 |
| هافبک‌ها     | لئوناردو        | چونبوک هیوندای موتورز |
| هافبک‌ها     | والتر مونتیو    | شاندونگ لوننگ         |
| هافبک‌ها     | لی میونگ-جو     | العین                 |
| مهاجمان     | آدریانو         | سئول                  |
| مهاجمان     | دانیلو آسپریلا  | العین                 |
| مهاجمان     | کایو            | العین                 |
| مهاجمان     | دیان دامیانوویچ | سئول                  |
| مهاجمان     | هالک            | شانگهای اس‌آی‌پی‌جی      |
| مهاجمان     | وو لی           | شانگهای اس‌آی‌پی‌جی      |
| مهاجمان     | ریکاردو لوپس    | چونبوک هیوندای موتورز |
| مهاجمان     | رومارینیو       | الجیش                 |

### ترکیب منتخب
| پست       | بازیکن        | تیم                   |
| --------- | ------------- | --------------------- |
| دروازه‌بان | خالد عیسی     | العین                 |
| مدافعان   | احمد الیاسی   | النصر                 |
| مدافعان   | اسماعیل احمد  | العین                 |
| مدافعان   | محمود خمیس    | النصر                 |
| هافبک‌ها   | عمر عبدالرحمن | العین                 |
| هافبک‌ها   | لئوناردو      | چونبوک هیوندای موتورز |
| هافبک‌ها   | لی جه سونگ    | چونبوک هیوندای موتورز |
| هافبک‌ها   | وو لی         | شانگهای اس‌آی‌پی‌جی      |
| مهاجمان   | آدریانو       | سئول                  |
| مهاجمان   | داگلاس        | العین                 |
| مهاجمان   | رومارینیو     | الجیش                 |

## گلزنان برتر
| رتبه | بازیکن            | تیم                   | ه۱ | ه۲ | ه۳ | ه۴ | ه۵ | ه۶ | ه‌ن۱ | ه‌ن۲ | چ‌ن۱ | چ‌ن۲ | ن‌ن۱ | ن‌ن۲ | ف۱ | ف۲ | مجموع |
| ---- | ----------------- | --------------------- | -- | -- | -- | -- | -- | -- | --- | --- | --- | --- | --- | --- | -- | -- | ----- |
| ۱    | آدریانو           | سئول                  | ۴  | ۳  | ۲  |    |    | ۱  |     | ۱   | ۱   |     |     | ۱   |    |    | ۱۳    |
| ۲    | لئوناردو          | چونبوک هیوندای موتورز |    |    |    |    |    | ۱  | ۱   | ۲   |     | ۲   | ۲   |     | ۲  |    | ۱۰    |
| ۳    | رومارینیو         | الجیش                 | ۱  |    |    |    |    |    | ۲   | ۱   |     | ۱   |     | ۲   |    |    | ۷     |
| ۴    | دیان دامیانوویچ   | سئول                  | ۱  |    | ۱  |    | ۱  |    |     | ۱   | ۱   |     |     |     |    |    | ۵     |
| ۴    | داگلاس            | العین                 | ۱  |    |    | ۲  |    |    | ۱   |     |     |     | ۱   |     |    |    | ۵     |
| ۴    | ایگور سرگیف       | پاختاکور              | ۱  | ۱  | ۱  |    | ۲  |    |     |     |     |     |     |     |    |    | ۵     |
| ۴    | لی دونگ-گوک       | چونبوک هیوندای موتورز | ۱  | ۱  | ۱  |    |    |    |     |     |     | ۲   |     |     |    |    | ۵     |
| ۴    | وو لی             | شانگهای اس‌آی‌پی‌جی      | ۱  | ۱  |    | ۱  |    |    | ۱   | ۱   |     |     |     |     |    |    | ۵     |
| ۹    | دانیلو آسپریلا    | العین                 |    |    |    |    | ۱  | ۱  |     | ۱   |     |     |     |     | ۱  |    | ۴     |
| ۹    | بسارت بریشا       | ملبورن ویکتوری        | ۱  |    |    |    |    | ۱  | ۱   | ۱   |     |     |     |     |    |    | ۴     |
| ۹    | الکسون            | شانگهای اس‌آی‌پی‌جی      |    | ۱  | ۲  |    | ۱  |    |     |     |     |     |     |     |    |    | ۴     |
| ۹    | عبدالرزاق حمدالله | الجیش                 | ۱  | ۱  |    |    | ۱  |    | ۱   |     |     |     |     |     |    |    | ۴     |
| ۹    | ژو                | جیانگسو سونینگ        |    | ۱  |    | ۱  | ۱  | ۱  |     |     |     |     |     |     |    |    | ۴     |
| ۹    | نگوین آن دوک      | بکامکس بین دونگ       | ۱  | ۱  |    | ۲  |    |    |     |     |     |     |     |     |    |    | ۴     |
| ۹    | دیگو تاردلی       | شاندونگ لوننگ         | ۱  | ۱  |    |    | ۱  |    | ۱   |     |     |     |     |     |    |    | ۴     |

توجه: گل‌های زده شده در مرحله پلی‌آف مقدماتی هنگام تعیین بهترین گلزن محاسبه نمی‌شوند.
منبع: سایت ای‌اف‌سی

## حواشی
در ۲۵ ژانویه ۲۰۱۶، ای‌اف‌سی به دلیل امتناع عربستان سعودی از بازی در ایران، تغییراتی در برنامه مرحله گروهی اعلام کرد. پس از این تغییرات، تمام مسابقات بین تیم‌های ایران و عربستان سعودی (از جمله برندگان احتمالی پلی‌آف) به روزهای ۵ و ۶ (۱۹-۲۰ آوریل و ۳-۴ مه) موکول شد. محل برگزاری این مسابقات پس از مهلت ارزیابی ۱۵ مارس ۲۰۱۶ تعیین می‌شد. از آنجایی که تا آن زمان روابط عادی بین دو کشور برقرار نشده بود و عربستان سعودی از لغو محدودیت‌های سفر خود به ایران خودداری می‌کرد، ای‌اف‌سی پیشنهاد فدراسیون فوتبال عربستان سعودی مبنی بر برگزاری تمام مسابقات بین تیم‌های ایران و عربستان سعودی در زمین‌های بی‌طرف را پذیرفت. فدراسیون فوتبال عربستان سعودی از باشگاه‌های خود که از سفر به ایران خودداری می‌کنند، حمایت می‌کند. فدراسیون فوتبال ایران اعلام کرده است که به دلیل تغییرات محل برگزاری، از لیگ قهرمانان آسیا کناره‌گیری می‌کند.